# شهیدالعالم سهیل
شهیدالعالم سهیل (بنگالی: শহিদুল আলম সোহেল؛ زادهٔ ۱ مهٔ ۱۹۹۲) بازیکن فوتبال اهل بنگلادش است.
از باشگاه‌هایی که در آن بازی کرده است می‌توان به باشگاه فوتبال شیخ جمال دانموندی و باشگاه فوتبال آباهانی داکا اشاره کرد.
وی همچنین در تیم‌های ملی فوتبال زیر ۲۳ سال بنگلادش، و بنگلادش بازی کرده است.